# Мохамед Самі
Мохамед Самі (17 березня 1997) — єгипетський плавець. Учасник Чемпіонату світу з водних видів спорту 2017, де в попередніх запливах на дистанції 100 метрів вільним стилем посів 32-ге місце і не потрапив до півфіналу.